# Зухайр ібн Каїс
Зухайр ібн Каїс аль-Балаві (д/н — після 691) — військовий діяч Омеядського халіфату.

## Життєпис
Походив з арабського племені кудаа. Замолоду доєднався до військових походів арабів проти Візантії. Перші успіхи здобув під орудою Амр ібн аль Аса під час підкорення Єгипту. З 661 року діяв у Барці під ордою Укбі ібн Нафі. У 662 році відзначився у походах проти гадрумантів і герулів, особливо при захопленні Ваддану.
У 681 році призначено разом з Омаром ібн Алі аль-Кураші намісником в Сусі і Кейруані під час походу Укби ібн Нафі до візантійської Мавретанії. Після загибелі Укби у 683 році стає валі Іфрикії. Проте це було суто номінально, оскільки всі володіння арабів було втрачено. Зайр ібн Каїс обіймав посаду аміра в Барці. Брав участь у відбиті атак візантійського флоту на Триполі та міста Барки. Можливо, брав участь у відновленні влади Омеядів у Єгипті 684 року.
Ймовірно, з 685 року почав нові походи до Бізацени і Нумідії. Між 688 та 690 роками біля Мамми (Мемса), неподалік Кейруану, завдав нищівної поразки Кусейлі, екзарху маврів. Наслідком було поновлення влади арабів на цих землях і фактичне відновлення провінції Іфрикія. У 691 році на чолі загону Зухайр потрапив у засідку візантійців, що висадилися біля Триполі. Похований у місті Дерна, де споруджено мавзолей Зухайра. Наступним валі було призначено Гасана ібн аль-Нумана.